# Luis Manuel Pelayo

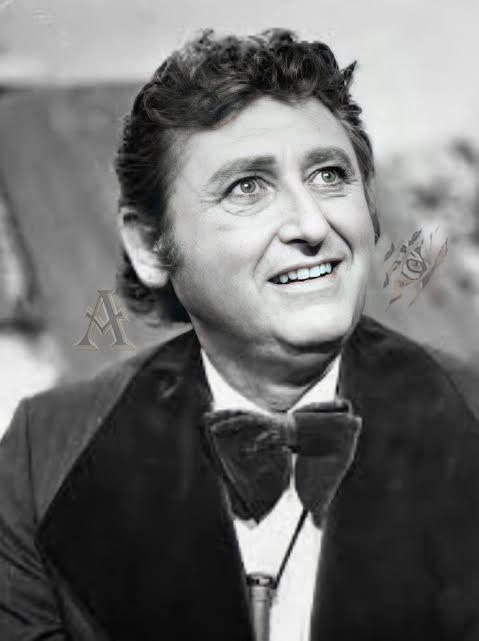
Luis Manuel Pelayo

Luis Manuel Pelayo Ortega (Ciudad de México, 1 de abril de 1922-Ciudad de México, 25 de julio de 1989), conocido como el Pollo, fue un actor y actor de doblaje mexicano.

## Biografía y carrera
Luis Manuel Pelayo Ortega nació el 1 de abril de 1922 en Ciudad de México. Saltó a la fama al hacer la voz de Kalimán, El Hombre increíble, en la radionovela homónima; en el cine, filmó más de 70 películas, algunas de ellas al lado de Pedro Infante, Cantinflas y Mauricio Garcés entre otros; dentro del doblaje, puso su voz a varios personajes de las cintas de Disney, de series estadounidenses de televisión, de las de los dibujos animados, y además, participó en más de una docena de telenovelas.
Fue el conductor y animador del programa de concursos Sube, Pelayo, sube.

### Muerte
El 25 de julio de 1989, Pelayo falleció en Ciudad de México a los 67 años de edad. Su cuerpo fue sepultado en una cripta del panteón Mausoleos del Ángel, ubicado en la misma ciudad.

## Filmografía

### Cine
- La buena, la mala, la golfa (1990), exhibida en cines después de su muerte.
- La taquera picante (1990), exhibida en cines después de su muerte.
- Morir en el golfo (1990) .... Secretario de turismo
- Carrera contra el destino (1990)
- Entre compadres te veas (1989)
- El gran relajo mexicano (1988)
- El narrador de cuentos (1988) .... Narrador (doblaje)
- Reto a la vida (1988) .... Don Pepe
- La tumba de Matías (1988)
- Días difíciles (1987) .... Ezequiel Rodríguez
- Chiquidrácula (1985) .... Tendero español
- Noche de carnaval (1984) .... Anunciadores
- Ya nunca más (1984) .... Isidro
- Sexo vs. sexo (1983)
- El más valiente del mundo (1983)
- Se me sale cuando me río (1983)
- Burdel (1982)
- Los gemelos alborotados (1982)
- Semana Santa en Acapulco (1981)
- ¡Pum! (1981)
- Mi nombre es Sergio, soy alcohólico (1981)
- Burbujas; Rockola (1981)
- Solo para damas (1981)
- Blanca Nieves y... sus 7 amantes (1980)
- A paso de cojo (1980)
- Amor a la mexicana (1979)
- Ratero (1979)
- El secuestro de los cien millones (1979)
- El albañil (1975)
- Mecánica nacional (1972) .... TV director
- La hermana Trinquete (1970)
- Click, fotógrafo de modelos (1970) --- Walter el mayordomo
- El ojo de vidrio (1969)
- Un Quijote sin mancha (1969) .... Dueño tienda TV
- Las fieras (1969)
- El matrimonio es como el demonio (1969) .... Sócrates
- El día de la boda (1968) .... Sócrates
- La puerta y la mujer del carnicero (1968) .... Invitado (episodio "La puerta")
- Cómo pescar marido (1967)
- Arrullo de Dios (1967)
- Su Excelencia (1967)
- Tirando a gol (1966)
- Nosotros los jóvenes (1966)
- Perdóname, mi vida (1965)
- Un ángel de mal genio(1964)
- Dile que la quiero (1963)
- El extra (1962)
- El pecado de una madre (1962)
- La tórtola del Ajusco (1962)
- El gato con botas (1961) .... El Canciller
- El analfabeto (1961)
- Muchachas que trabajan (1961)
- Caperucita y sus tres amigos (1961)
- Con quien andan nuestros locos (1961)
- Mis secretarias privadas (1959) .... Ramiritos
- Mi niño, mi caballo y yo (1959)
- El superflaco (1959)
- Sube y baja (1959)
- Sabrás que te quiero (1958)
- Mujeres encantadoras (1958)
- Manos arriba (1958)
- Pepito y los robachicos (1958)
- Quiero ser artista (1958)
- Tú y la mentira (1958)
- Escuela de rateros (1958) .... Félix, the joker
- Cuando México canta (1958)
- Cuatro copas (1958)
- Pepito y el monstruo (1957)
- Pepito as del volante (1957)
- Dios no lo quiera (1957)
- Dos diablitos en apuros (1957)
- El crucifijo de piedra (1956)
- La pequeña enemiga (1956)
- Ella, Lucifer y yo (1953) (como José Manuel Pelayo)
- Amor de locura (1953)
- Había una vez un marido (1953) ... Empleado de Tienda Almacén
- Los huéspedes de La Marquesa (1951)
- El supersabio (1948) .... Reportero
- Chachita la de Triana (1947)

### Doblaje
- El Zorro y El Sabueso (1981) Jefe
- Kaliman (1972) (voz; no acreditado) .... Kalimán - prólogo
- Los Aristogatos (1970) Edgar
- Bambi (1969) Señor Búho
- El Libro de la Selva (1967) Bagheera
- Blanca Nieves y los Siete Enanos (1964) Narrador
- La Espada en la Piedra (1963) Narrador, Arquímides, sir Pellinore
- 101 Dálmatas (1961) Pongo
- Alicia en el País de las Maravillas (1951) El Conejo Blanco

### Televisión
- El rapto (1960)
- Abismos de amor (1961)
- El medio pelo (1966)
- La Tremenda Corte  (1966-1969)
- La tormenta (1967) .... Gustavo A. Madero
- Sube, Pelayo, sube (1970)
- Simplemente vivir (1968)
- Los años felices (1984) .... Fernández
- El pecado de Oyuki (1988) .... Rigoberto

## Nominaciones

### Premios Ariel
| Año  | Categoría       | Película       | Resultado |
| ---- | --------------- | -------------- | --------- |
| 1988 | Actor de cuadro | Días difíciles | Nominado  |